# ハートブルー
『ハートブルー』（原題: Point Break）は、1991年に製作されたアメリカ合衆国のアクション映画。監督はキャスリン・ビグロー。主演はパトリック・スウェイジとキアヌ・リーブス。
FBI捜査官と銀行強盗という、正反対の立場の人間の友情を描いた作品。

## ストーリー
ハーヴァード大学出のエリートFBI捜査官のジョニー・ユタ（キアヌ・リーブス）は、ロサンゼルスのベニス・ビーチで続発する銀行強盗の調査をベテラン刑事のパパス（ゲイリー・ビジー）とともに任される。犯行は歴代大統領の覆面を被り、わずか一分半で盗みを終えるプロフェッショナルによるものだった。二人は事件の場所から犯人をサーファーであると推測し、捜査を開始する。
彼は早速、潜入捜査のためサーファーに成りすまし、強盗団のリーダーであるボーディ（パトリック・スウェイジ）と女性サーファーのタイラー（ロリ・ペティ）と出会う。ボーディは、ジョニーが大学生時代にフットボールのクォーターバックとして活躍していたのを知っており、そのこともあってジョニーはすんなりとサーファーグループと浜辺でのフットボールやサーフィンで絆を深め合っていくことができた。そしてタイラーとも恋人同士の関係になっていくのだった。
ある日パパスとジョニーは同じ車に乗っていた。パパスが「何か食い物を買ってこよう」とファーストフード店へと向かう。そしてその瞬間にジョニーは覆面の強盗集団の犯行を目撃する。すぐさま車で後を追うジョニーだったが、追跡中、飛び降りた際にフットボールでの古傷の左膝を痛めてしまう。苦悶しながらも覆面姿のボーディに銃を構えるジョニー。しかし、ボーディに向かって引き金を引けないジレンマから、銃口を空に向け叫びながら発砲。それを見てボーディは逃げおおせる。
追ってきた捜査官がジョニーであることを確認したボーディはタイラーを拉致。ジョニーをスカイダイビングに誘いスカイダイビング後に、タイラーの命と引き換えにジョニーに銀行強盗に協力するよう脅迫する。
脅されたジョニーが参加した銀行強盗は成功せず、ボーディの一味にも死者が出てしまう。ジョニーは強盗の一味として捕えられるが、相棒のパパスが救い、二人でボーディ達の後を追う。
ジョニーとパパスは空港で逃走の準備をしているボーディ達に追い付くが、銃撃戦になる。負傷したパパスがボーディに銃を向けたが、ジョニーはボーディの前に立ちはだかって防ぐ。呆然とするパパスは息を吹き返したボーディの仲間に撃たれて息絶えた。
ボーディはジョニーを連れて軽飛行機で逃走を図る。ボーディはジョニーに向かってスペイン語で「Adios amigo（スペイン語で「さらば友よ」）」という言葉を残しパラシュートを背負って飛行機から飛び降りる。パラシュートのないジョニーは逡巡するが、ボーディを追いかけて飛び降りた。ジョニーは空中でボーディを捕えることに成功するが、ボーディのパラシュートを引くために銃を投げ捨て、さらに着地した瞬間にまたしても膝を痛めてしまう。ボーディは嘲りながらも無線で仲間に指示を出し、タイラーが無事に解放される。
ボーディを追跡し続けたジョニーは、ある日50年に一度という嵐が吹き荒れるオーストラリアのベルズ・ビーチに現れる。海岸には波を待つボーディの姿があった。ボーディがサーフィンはやっているか尋ねると、ジョニーは至極当然のように「毎日やっている」と答える。満足そうなボーディにジョニーは投降を促すがボーディはこれを拒否。格闘になりジョニーはボーディに手錠をかけることに成功した。囚われたボーディは落胆しジョニーに、あの波に乗らせて欲しいと懇願する。快諾したジョニーは手錠を外す。ジョニーは解放する際に「Vaya con dios（長い別れの際に使われるスペイン語の「さようなら」）」とボーディに言う。高波に向かってパドリングするボーディ。地元警察はジョニーを非難し、戻ってきたら逮捕するべくボーディの姿を目で追うが、ボーディは波に飲まれ始めてしまう。ジョニーは「彼は戻らない」と呟き、その場を去る。虚しげにポケットから取り出したFBIのバッヂを海へと投げ捨てたジョニーは、振り向きもせずに歩き続けて行く。

## キャスト
| 役名                 | 俳優                                | 日本語吹替                          | 日本語吹替                                                            |
| 役名                 | 俳優                                | ソフト版                            | 日本テレビ版                                                          |
| -------------------- | ----------------------------------- | ----------------------------------- | --------------------------------------------------------------------- |
| ボーディ             | パトリック・スウェイジ              | 大塚明夫                            | 大塚明夫                                                              |
| ジョニー・ユタ       | キアヌ・リーブス                    | 堀内賢雄                            | 宮本充                                                                |
| アンジェロ・パパス   | ゲイリー・ビジー                    | 樋浦勉                              | 樋浦勉                                                                |
| タイラー             | ロリ・ペティ                        | 勝生真沙子                          | 戸田恵子                                                              |
| ベン・ハープ         | ジョン・C・マッギンリー             | 大塚芳忠                            | 金尾哲夫                                                              |
| ローチ               | ジェームズ・レグロス                | 家中宏                              | 島田敏                                                                |
| ナサニエル           | ジョン・フィルビン                  | 仲野裕                              | 仲野裕                                                                |
| グロメット           | ボジェシー・クリストファー          | 鈴置洋孝                            | 辻谷耕史                                                              |
| アルヴァレス         | ジュリアン・レイズ                  | 小野健一                            | 松本保典                                                              |
| バビット             | ダニエル・ベール                    | 中原茂                              | 仲野裕                                                                |
| バンカー             | クリス・ペダーセン                  | 福田信昭                            | 荒川太郎                                                              |
| ウォーチャイルド     | ヴィンセント・クライン              | 荒川太郎                            |                                                                       |
| トーン               | アンソニー・キーディス              | 山口健                              |                                                                       |
| アーチボルド         | デイブ・オルソン                    | 成田剣                              |                                                                       |
| ロージー             | リー・ターゲセン                    | 島香裕                              | 島香裕                                                                |
| ミス・ディア         | シドニー・ウォルシュ                | 滝沢久美子                          |                                                                       |
| ディーツ             | トム・サイズモア （クレジットなし） | 田原アルノ                          | 牛山茂                                                                |
| その他               |                                     | 鈴木勝美 小林優子 桜井敏治 横山智佐 | 大滝進矢 高宮俊介 古田信幸 成田剣 横尾まり 色川京子 渡辺美佐 田中敦子 |
| 日本語版制作スタッフ |                                     |                                     |                                                                       |
| 演出                 |                                     | 清水勝則                            | 清水勝則                                                              |
| 翻訳                 |                                     | 徐賀世子                            | たかしまちせこ                                                        |
| 調整                 |                                     | 佐藤隆一                            | 野下繁登                                                              |
| 効果                 |                                     |                                     | 南部満治                                                              |
| 制作                 |                                     | ザック・プロモーション              | ザック・プロモーション                                                |
| 初回放送             |                                     |                                     | 1993年10月29日 『金曜ロードショー』                                   |

※レッド・ホット・チリ・ペッパーズのメンバーのアンソニー・キーディスが悪たれサーファー役で出演している。

## スタッフ
- 監督 - キャスリン・ビグロー
- 製作総指揮 - ジェームズ・キャメロン
- 脚本 - W・ピーター・イリフ

## エピソード
本作の主人公、ジョニー・ユタのキャラクター名は、NFL選手ジョニー・ユナイタスとジョー・モンタナにインスパイアされたものである。
サーフィンが重要な主題である映画だが、主人公のキアヌ・リーブスはそれまで未経験であり、相手役のロリ・ペティに至ってはサーフィンはおろか海で泳いだ経験すらないという状況で、パトリック・スウェイジのみが経験者であった。3人はプロサーファー、デニス・ジャービスの指導の下、ハワイのカウアイ島で特訓を受けて撮影に挑んだ。

## サウンドトラック
- ラット（主題歌：Nobody Rides For Free）
- シェリル・クロウ（Hundreds of Tears）- デビュー前のシェリル・クロウが提供している曲。

## リメイク
- 『X-ミッション』 - 本作の再映画化作品。米国公開は2015年12月25日、日本公開は2016年2月20日。